# Triptik
Triptik est un groupe de hip-hop français dont les trois membres actifs (d'où leur nom) sont Dabaaz, Black' Boul (Greg Frite) rappeurs et Drixxxé à la production. Après neuf ans de séparation, le groupe revient en 2012 avec un nouvel EP intitulé Depuis.

## Biographie
Triptik est formé en 1994, et apparait initialement sur troisième volume de la compilation HipHop Vibes. Le groupe se fait notamment connaître grâce à l'album Microphonorama, avec des titres comme Panam ou Bouge tes cheveux, qui rencontre un franc succès. En 2003, le groupe publie l'album studio TR-303 qui est, selon le groupe, un échec total. Le groupe se sépare après 10 ans d'existence en 2004, chaque membre se consacrant désormais à sa carrière solo. TR-303 est le dernier album du groupe avant sa séparation.
En juin 2010, une reformation du groupe est confirmée avec DJ Pone derrière les platines. Concernant les neuf ans d'attente, le groupe explique que « C’était pas vraiment voulu. Il nous fallait du temps pour digérer l’échec commercial de TR-303 et la banqueroute de notre label Concilium Production qui ont conduit à cette « pause ». Personne ne sait aussi bien que nous ce qu’a coûté Triptik en termes d’investissement énergétique et/ou financier. L’indépendance à un coût et nous en avons payé le prix fort… C’est pourquoi il nous a fallu prendre du champ pour nous reconstruire individuellement et diversifier nos activités. » Le 25 juin 2012,  Triptik fait son retour musical avec un EP, intitulé Depuis,.

## Discographie

### Albums studio
- 1998 : L'Ébauche
- 2001 : Microphonorama
- 2002 : Fondations
- 2003 : TR-303

### EPs
- 1999 : Triptik E.P.
- 2012 : Depuis

### Compilations
- 2024 : Triptik Anthologie

### Singles
- 1999 : Au téléphone, feat. Zoxea / T.R.I.P.T.I.K., feat DJ Poska
- 2000 : Star System / Tombeurs de mouches / L'Interview
- 2000 : Dat Shit, feat. Blahzay Blahzay
- 2000 : Le Piège, feat. D'Oz & Cutee B / J'rap
- 2001 : Bouge tes cheveux, feat. DJ Pone / On baigne dans le faux
- 2002 : Inintitulé, feat. DJ Pone / Panam' Remix
- 2003 : Hip-hop, feat. Dany Dan, Jango Jack & Dee Nasty

### Apparitions
- 1997 : Je sais que la haine (sur la compilation Hip Hop Vibes 3)
- 1999 : Lève tôt feat. Bubba San (sur Homecore - L'album de Funky Maestro)
- 2000 : Perdus dans la masse (sur la compilation Cutee B Style de Cutee B)
- 2000 : Perdus dans la masse (sur la compilation Bonjour la France Vol.1 de Fabe)
- 2000 : Si c'est la merde (sur la bande originale de La Squale)
- 2001 : Juste un intermède (sur la mixtape Cut Killer Show 2 de Cut Killer)
- 2001 : Le Thème feat. Horseck, Mass, Ghetto Diplomats, Jszan Gali et Eloquence (sur la compilation What's The Flavor 2 de DJ Poska)
- 2001 : Le pacte des fous feat. Eskwad et Disiz la Peste (sur la mixtape Guet Apens 2 d'Eskwad)
- 2002 :  La menace plane (sur la compilation 1 Son 2 Rue de Cut Killer)
- 2002 : La lutte est en marche feat. Monsieur R, La Caution, Scred Connexion, Diam's, Mystik, Sterna, Le Rat Luciano, Wallen, Ol'Kainry, Kamnouze, Sully Sefil, Ärsenik, Tandem, Daddy Mory, Jmi Sissoko, Pleymo, Mass Hysteria) (sur la compilation Sachons dire non 3 de Monsieur R)
- 2003 : J'ai passé l'âge feat. Octobre Rouge (sur la compilation Don't Sleep 2 L'album de DJ Djel et DJ Soon)
- 2004 : Gran Bang (album par la marque streetwear Qhuit)